# 국도 제330호선 (일본)

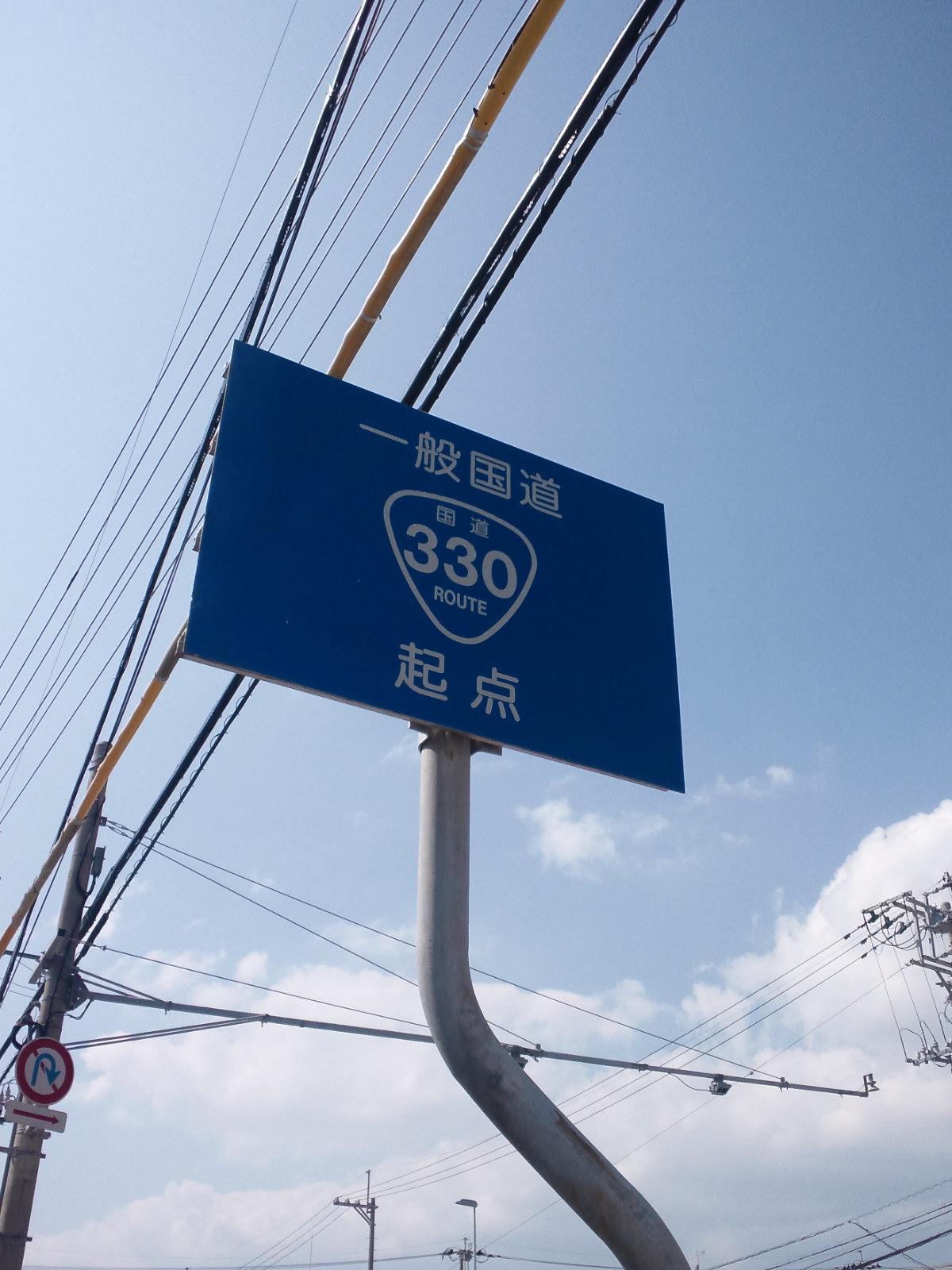
일본 330번 국도의 기점 관련 표지판

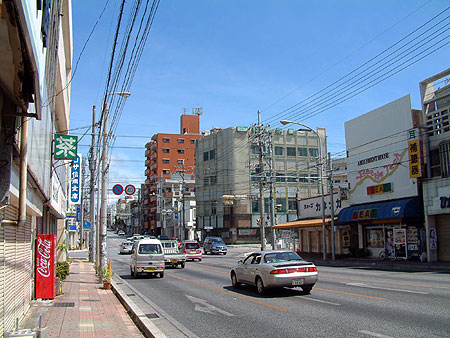
기점 (고자 십자로, 오키나와시)

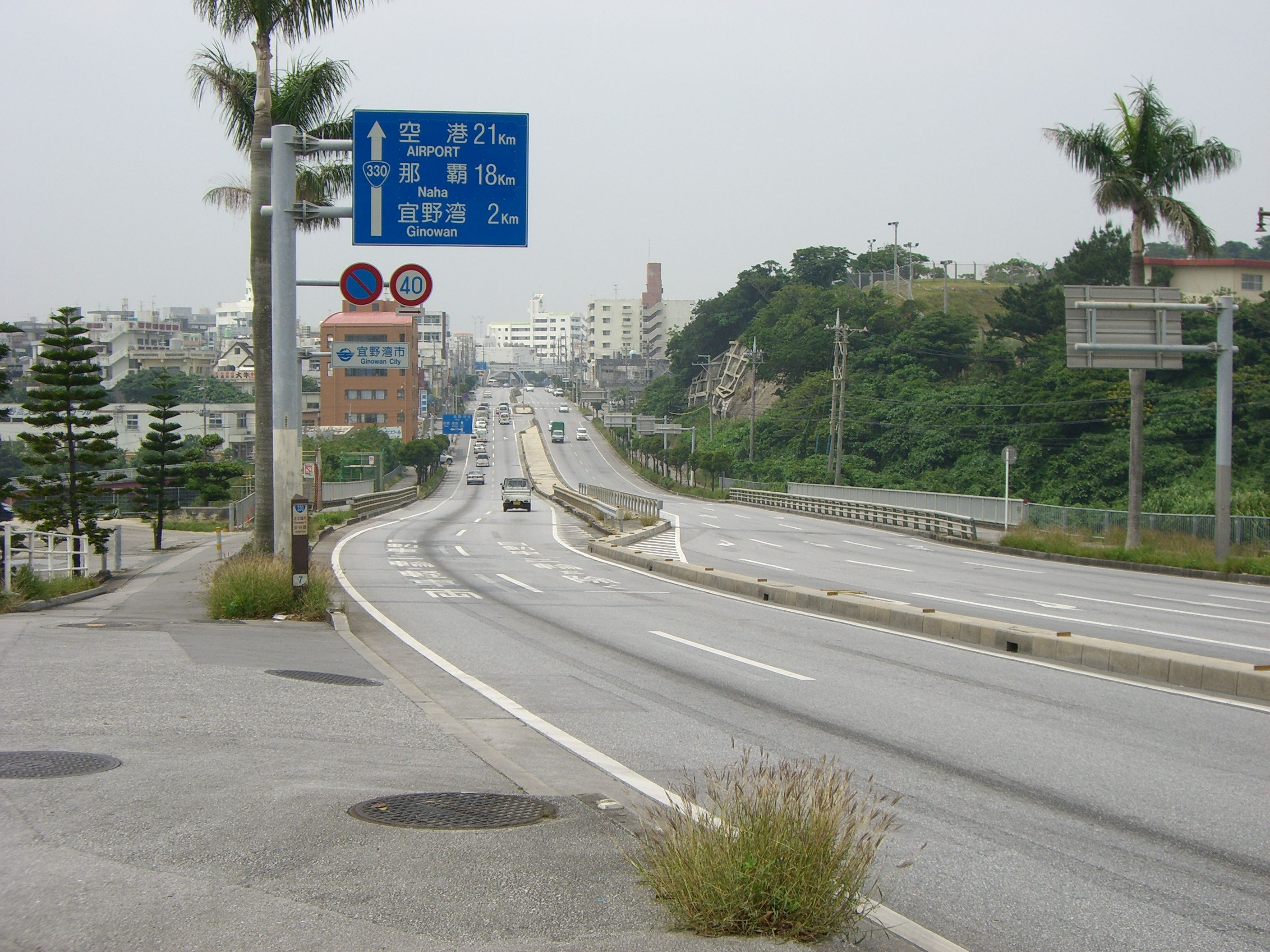
기타나카구스쿠촌 아다니야

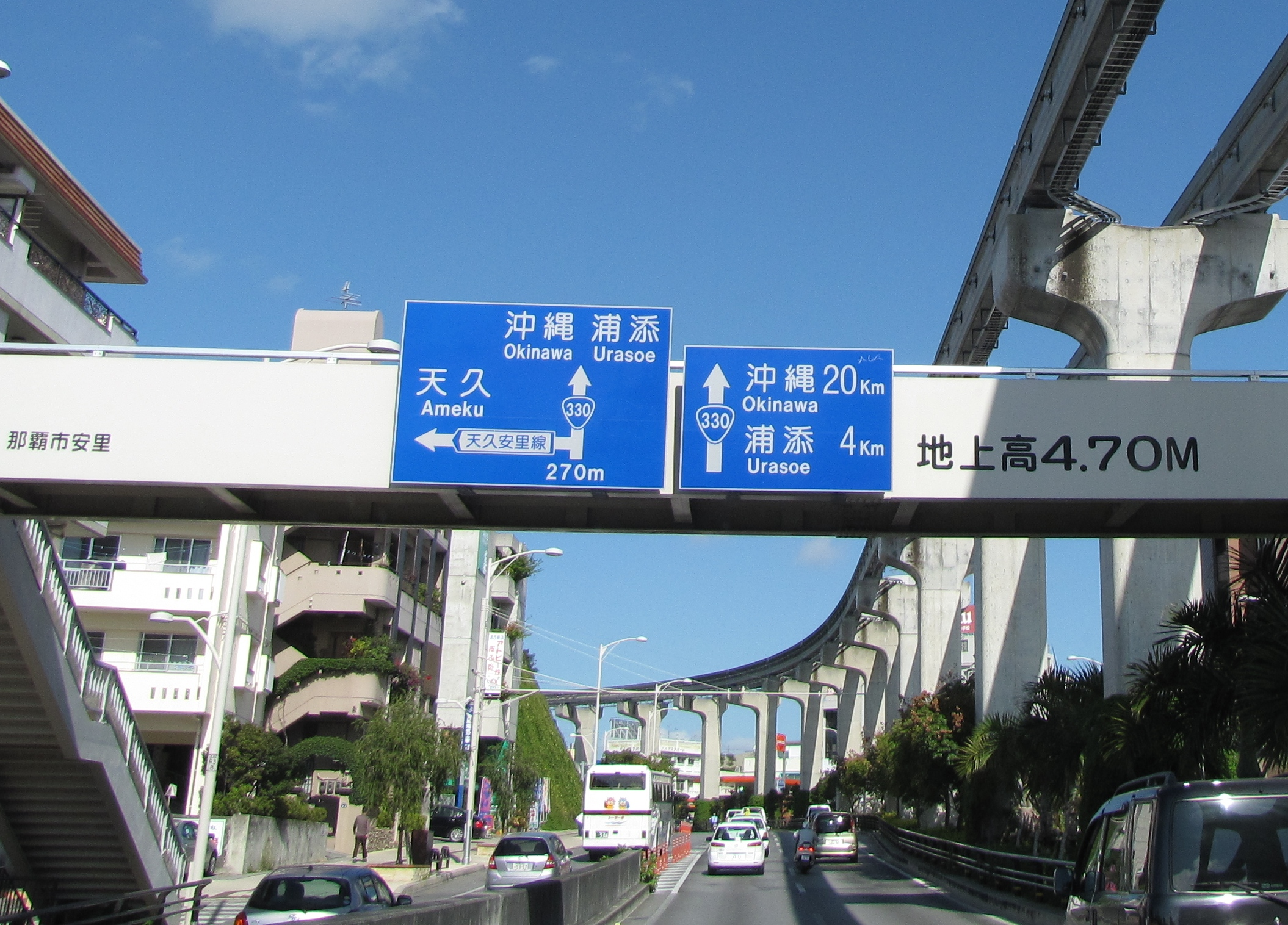
나하 신도심 부근

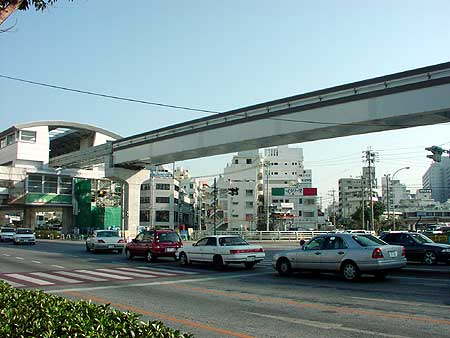
종점인 나하시의 아사히바시 교차로 일대.

국도 제330호선(일본어: 国道330号)은 오키나와현 오키나와시에서 나하시까지 이어주는 총 연장 26.3 km 거리를 가진 일본의 일반 국도이다. 특이하게도 이 국도는 1972년에 제정된 일본 국도 노선 중에서 58, 329, 331, 332번 국도와 더불어 다섯 노선 가운데 하나이기도 하다. 그리고 오키나와현의 현내에서 유일하게 전 구간이 왕복 4차선인 유일한 국도 노선으로 알려져 왔다. 또한 우라소에시 니시하라에서 나하시 아사토 사이에 걸쳐 있는 바이패스 도로인 바이패스라는 호칭이 따로 설정되어 있다. 또한 오키나와현내에서 특별한 지명을 따로 밝히지 않은 채 단순히 바이패스(バイパス)라고 표현되는 것들이 많이 있기 때문이다. 그 외에도 이 도로에는 버스 노선도 많이 다니고 있어 바이패스 안에 다니는 버스 노선이 이 도로를 통과하고 있다.

## 개요
- 기점 : 오키나와현 오키나와시 (데루야 고자 십자로(일본어판) = 국도 제329호선, 오키나와현도 제75호 오키나와 이시카와 선)
- 종점 : 오키나와현 나하시 (아사히마치 아사히바시 교차로 = 국도 제58호선, 국도 제390호선)
- 총 연장 : 26.3 km
- 실제 연장 : 26.3 km
  - 현도 : 26.3 km
  - 지정 구간 연장 : 20.5 km
  - 지정 구간 외 연장 : 5.7 km
- 지정 구간 : 오키나와시 데루야1초메 28-8번지 ~ 나하시 후루지마 1초메 26-1번지

## 지리

### 통과하는 지자체
- 오키나와현
  - 오키나와시 - 나카가미군 기타나카구스쿠촌 - 기노완시 - 우라소에시 - 나하시

### 교차하는 도로
- 일반 국도
  - 국도 제329호선
  - 국도 제331호선
  - 국도 제507호선
  - 국도 제58호선
  - 국도 제390호선
- 오키나와현도
  - 오키나와현도 제75호선
  - 오키나와현도 제20호선
  - 오키나와현도 제24호선
  - 오키나와현도 제85호선
  - 오키나와현도 제130호선
  - 오키나와현도 제81호선
  - 오키나와현도 제35호선
  - 오키나와현도 제32호선
  - 오키나와현도 제34호선
  - 오키나와현도 제241호선
  - 오키나와현도 제153호선
  - 오키나와현도 제38호선
  - 오키나와현도 제82호선
  - 오키나와현도 제29호선
  - 오키나와현도 제46호선
  - 오키나와현도 제222호선
  - 오키나와현도 제221호선
- 고속도로 및 기타 도로
  - 오키나와 자동차도
  - 나하나카 환상선(일본어판)